# Стејтсборо (Џорџија)
Стејтсборо (Џорџија) (енгл. Statesboro) град је у америчкој савезној држави Џорџија. По попису становништва из 2010. у њему је живело 28.422 становника.

## Демографија
Према попису становништва из 2010. у граду је живело 28.422 становника, што је 5.724 (25,2%) становника више него 2000. године.
| Група             | 2000.          | 2010.          |
| Белци             | 12.571 (55,4%) | 15.132 (53,2%) |
| Афроамериканци    | 9.136 (40,3%)  | 11.402 (40,1%) |
| Азијати           | 300 (1,3%)     | 562 (2,0%)     |
| Хиспаноамериканци | 487 (2,1%)     | 847 (3,0%)     |
| Укупно            | 22.698         | 28.422         |